# 哈特贝格附近格拉芬多夫
哈特贝格附近格拉芬多夫是奥地利施蒂利亚州哈特贝格县的一个市镇。总面积25.1平方公里，总人口2530人，人口密度100.8人/平方公里（2005年）。